# Catherine Lefroid
Catherine Lefroid est une actrice et animatrice de télévision française.
Durant la saison 2006-2007, elle a été chroniqueuse dans l'émission Morandini ! (Direct 8).

## Filmographie

### Cinéma
- 2004 : Croisière, film de Natacha Cagnard : Suzanne
- 2004 : Et si je parle, film de Sébastien Gabriel : Béatrice
- 2007 : La Promeneuse d'oiseaux, film de Jacques Otmezguine : Marie
- 2013 : Avant que de tout perdre, court métrage de Xavier Legrand : Mme Bollocq
- 2022 : La Montagne (film, 2022), film de Thomas Salvador : l'infirmière

### Télévision
- 1998 : Elle a l'âge de ma fille, téléfilm de Jacques Otmezguine : Charlotte
- 2002 : L'Été rouge (TV mini-séries) – épisode #1.2 : Femme de la scierie
- 2003 : De soie et de cendre, téléfilm de Jacques Otmezguine : Melle Berthier
- 2005 : Le Triporteur de Belleville, téléfilm de Stéphane Kurc : Maman Paulo
- 2005 : Joséphine, ange gardien (TV séries) - épisode : Robe noire pour un ange
- 2005 : Trois couples en quête d'orages, téléfilm de Jacques Otmezguine : Infirmière 2
- 2007 : Sauveur Giordano  - épisode : Rendez-moi mon bébé (TV series) :  Infirmière chef
- 2007 : L'Embrasement, téléfilm de Philippe Triboit
- 2008 : Le Monde est petit, téléfilm de Régis Musset : La mère
- 2010 : Les Bougon - épisode : Pompes funestes (TV series) :  Gabrielle
- 2011 : Les Beaux Mecs - épisode : La revanche (TV series) :  Inspecteur de police femme
- 2015 : Plus belle la vie (TV Série) : Commandant Garance Dubonnet
- 2022 : La Guerre des trônes, la véritable histoire de l'Europe  (saison 6) : Madame de Mirepoix

## Théâtre
- 2009 : Gros Mensonges de Luc Chaumar, mise en scène Corinne Boijols,  Comédie Bastille